# Museu da Indústria do Calçado
O Museu da Indústria do Calçado - em sueco Skoindustrimuseet - é um museu dedicado ao fabrico de sapatos na cidade sueca de  Kumla .
Foi fundado em 1986.
No primeiro piso, é mostrada a evolução da indústria do calçado na Suécia entre 1890 e 1980.
No segundo piso, está conservada uma antiga fábrica de sapatos, continuando a haver produção de sapatos.
O museu inclui ainda uma pequena loja de calçado.